# De delictis gravioribus
De delictis gravioribus (latinski "o težim kažnjivim djelima"), naslov je pisma koje je 18. svibnja 2001. napisao tadašnji kardinal Joseph Ratzinger, prefekt Zbora za nauk vjere, svim biskupima Katoličke crkve i ostalim zabrinutim ordinarijima uključujući one iz Istočnih katoličkih crkava. Pismo je objavljeno 2001. u službenim novinama Svete Stolice Acta Apostolicae Sedis.
Pismo obuhvaća "ozbiljnije optužbe pridržane Kongregaciji za nauk vjere" koje su apostolskom konstitucijom Pastor Bonus od 28. lipnja 1988. pripisane nadležnosti toga ureda:
čl. 52. — Kongregacija ispituje njoj prijavljene optužbe protiv vjere i one ozbiljnije koje se odnose bilo na vršenje bilo na proslavu sakramenata, te se po potrebi izjašnjava ili nalaže kanonske kazne u skladu s odredbama općeg ili posebnog zakona.
Zakonik kanonskog prava također govori o kažnjivim djelima pridržanima Zboru za nauk vjere i slično tomu ne navodi ih izričito.
Od osam ozbiljnijih kažnjivih djela u vršenju ili u proslavi sakramenata koje navodi De delictis gravioribus, četiri se tiču euharistije:
1. bacanje posvećenih čestica ili njihovo uzimanje u svetogrdnu svrhu ili držanje;[4]
2. pokušaj vršenja bogoslužnog čina euharistijske žrtve a bez primanja svećeničkog reda ili njegovo hinjenje;[5]
3. koncelebracija euharistije zajedno sa svećenicima ili služiteljima Crkava ili crkvenih zajednica koje nisu u potpunom zajedništvu s Katoličkom crkvom;[6]
4. posvećivanje jedne tvari, kruha ili vina, bez druge ili pak obje izvan euharistijskog slavlja.[7]

Tri se bave sakramentom pokore:
1. odrješenje sukrivca u grijehu bluda;[8]
2. navođenje pokornika na grijeh bluda u činu ili prigodom ili pod izgovorom ispovijedi;[9]
3. izravna povreda sakramentalnog pečata.[10]

U dodatku dokumenta popisano je jedno kažnjivo djelo ćudorednog karaktera koje nije izravno povezano s udjelom sakramenata kao što je pridržano na jednak način onima Zboru za nauk vjere, a poimence se odnosi na kažnjivo djelo kada klerik (biskup, svećenik ili đakon) počini grijeh bluda s osobom mlađom od 18 godina.
Pridržanost ovih kažnjivih djela Zboru ne znači da sam Zbor provodi postupak protiv osoba tuženih za njihovo počinjenje. Umjesto toga zahtijeva se da ako se preliminarnom istragom pokaže da postoji najmanja vjerojatnost da je kažnjivo djelo počinjeno, tada se ordinarij (u Istočnim katoličkim crkvama zvan hijerarh) mora savjetovati sa Zborom o tome na koji način njegov sud valja postupati. Štoviše, svaki utok na presudu toga suda mora se uputiti Zboru, a ne redovitom prizivnom sudu.
U slučaju kaznenih djela iznesenih pred crkveni sud protiv osobe tužene za kažnjiva djela pridržana Zboru za nauk vjere, zastara obično ograničava na deset godina od datuma počinjenja kažnjivog djela vrijeme u kojem se progon može pokrenuti; no De delictis gravioribus nalaže da, u slučaju seksualnog kažnjivog djela protiv maloljetnika, razdoblje od deset godina počinje teći tek nakon što maloljetnik ispuni dob od 18 godina.

## Više informacija
- Crimen sollicitationis

## Vanjske poveznice
- (lat.) De delictis gravioribus
- (engl.) An English translation of De delictis gravioribus (from Origins, 31:32)
- (lat.) Sacramentorum sanctitatis tutela
- (engl.) An English translation of Sacramentorum santitatis tutela')